# Iñaki Antón
Iñaki « Uoho » Antón (né le 3 août 1964 à Bilbao, Biscaye), est un musicien espagnol, principalement connu comme guitariste des groupes de rock Platero y Tú et Extremoduro.
Iñaki a également participé à d'autres projets notables, notamment le groupe Inconscientes et son rôle de chanteur principal. Il est également connu pour avoir travaillé en tant que producteur sur ses propres projets ainsi que sur les œuvres d'autres personnes. En 2000, il fonde son propre studio d'enregistrement sous le nom de La Casa de Iñaki, par lequel de nombreux artistes sont passés. En 2006, il fonde un label discographique appelé Muxik aux côtés de Roberto Iniesta, avec lequel ils soutiennent pendant quelques années des groupes qui n'avaient pas encore de carrière. En 2011, Muxikon est créé, un studio destiné à remplacer La Casa de Iñaki, ce dernier restant principalement pour les répétitions.

## Biographie
Iñaki Antón vit dans sa jeunesse dans le quartier de Zabala à Bilbao, où il rencontre ceux qui allaient devenir ses compagnons de groupe dans le groupe Platero y Tú, grâce auquel il allait connaître la célébrité. Il commence par la musique classique, en étudiant le piano. À 14 ou 15 ans, il écoute des groupes comme Status Quo et Deep Purple, et à 17 ou 18 ans, il commence à apprendre la guitare en autodidacte.
Il commence à jouer dans un groupe appelé Ke aux côtés de Juantxu Olano, avec lequel il enregistre une démo de quatre chansons.3 C'est en 1989 que Platero y Tú est formé avec Fito, Juantxu et Jesús, et dure jusqu'en 2001. Depuis 1996, il est également membre du groupe Extremoduro. En 2001, année de la séparation de Platero y Tú, Adolfo Cabrales, Roberto Iniesta et Iñaki Antón enregistrent Poesía básica, l'unique album du projet Extrechinato y Tú, destiné à promouvoir la figure de Manolo Chinato, un poète ami de Robe qui avait déjà collaboré avec Extremoduro et dont les vers constituent la quasi-totalité des textes de l'album, à l'exception de Rojitas la orejas, Abrazado a la tristeza et Si el cielo está gris, qui sont l'œuvre d'Adolfo Cabrales.
En 2006, après la pause d'Extremoduro, Uoho forme le groupe Inconscientes avec Miguel Colino à la basse et José Ignacio Cantera à la batterie ; ils sont rejoints par Jon Calvo, chanteur et guitariste de Memoria de Pez, l'un des groupes du line-up de Muxik.
En août 2021, après plusieurs controverses sur sa tournée d'adieu, le groupe Extremoduro, auquel il appartenait depuis 1996, se sépare. Début avril 2022, il sort le premier single de son nouveau projet en tant que vocaliste, avec les anciens membres du groupe Extremoduro, Miguel Colino et José Ignacio Cantera ; ainsi que le claviériste Aiert Erkoreka. Un ensemble d'albums appelé Interpretaciones et divisé en actes, dont le premier est sorti le 26 avril, où il reprend plusieurs tubes de sa carrière avec Platero y Tú, Extremoduro et Inconscientes. Le premier single est un classique de l'album Burrock'n roll, ¿Cómo has perdido tú?. Avec son nouveau projet, il est confirmé comme artiste invité pour le concert offert par Guns N' Roses à Séville le 7 juin 2022.

## Discographie

### Platero y Tú
- 1991 : Voy a Acabar Borracho, (Welcome Records. réédité chez DRO en 1996)
- 1991 : Burrock'n Roll (DRO)[6]
- 1992 : Muy Deficiente (DRO)
- 1993 : Vamos Tirando (DRO)
- 1994 : Hay Poco Rock and Roll (DRO)
- 1996 : A Pelo (DRO)
- 1997 : 7  (DRO)
- 2000 : Correos (DRO)
- 2002 : Hay Mucho Rock'n Roll Volumen I
- 2005 : Hay Mucho Rock'n Roll Volumen II (DRO)

### Extremoduro
- 1991 : Pedrá
- 1996 : Agila
- 1997 : Iros Todos a Tomar por Culo (album live)
- 1998 : Canciones Prohibidas
- 2002 : Yo, Minoría Absoluta
- 2004 : Grandes Éxitos y Fracasos Episodio I
- 2005 : Grandes Éxitos y Fracasos Episodio II (compilation)
- 2008 : La Ley Innata
- 2011 : Material Defectuoso
- 2013 : Para Todos los Públicos

### Extrechinato y Tú
- 2001 : Poesía básica (DRO)

### Inconscientes
- 2007 : La Inconsciencia de Uoho (Muxik)[7]
- 2016 : Quimeras y otras realidades  (El Dromedario Records)
- 2018 : No somos viento (El Dromedario Records)